# Зеленодольск (футбольный клуб)
«Зеленодольск» — российский футбольный клуб из одноименного города Татарстана. Основан в 1960 году. Лучшее достижение в первенстве России — 14-е место в 6-й зоне второй лиги в первенстве 1993 года.

## Тренеры
- Михаил Михин (1960)
- Василий Епишин (1963—1964)
- Николай Паршин (1965—1966)
- Григорий Нодельман (1969)
- Ильдус Загидуллин (1993)
- Александр Клобуков (1994—1998)
- Рашид Урмеев (сентябрь 2003—2006)
- Владимир Тихонов (~2015)
- Дмитрий Кондратьев (2016—2017)

## История названий
- 1954 — «Зенит»
- 1955—1956 — «Искра»
- 1957 — «Зенит»
- 1958—1959 — «Труд»
- 1960—1965 — «Прогресс»
- 1966—1992 — «Чайка» (в турнирах КФК в 1988—1992 годах участвовали команды «Прогресс» и «Авангард»)
- 1993—2000 — «Прогресс»
- 2000—2006 — «Позис»
- 2006—н.в. — «Зеленодольск»

## Результаты выступлений
| Сезон                                                                                            | Первенство              | Первенство                  | Первенство | Кубок                                                      | Кубок                                                      | Примечания                                      |
| Сезон                                                                                            | Лига/дивизион (уровень) | Лига/дивизион (уровень)     | Место      | Кубок                                                      | Кубок                                                      | Примечания                                      |
| ------------------------------------------------------------------------------------------------ | ----------------------- | --------------------------- | ---------- | ---------------------------------------------------------- | ---------------------------------------------------------- | ----------------------------------------------- |
| Советский период                                                                                 |                         |                             |            |                                                            |                                                            |                                                 |
| 1960                                                                                             | класс «Б» (2)           | 4-я зона РСФСР              | 13 из 15   |                                                            |                                                            |                                                 |
|                                                                                                  |                         |                             |            |                                                            |                                                            |                                                 |
| 1963                                                                                             | класс «Б» (3)           | 4-я зона РСФСР              | 10 из 16   | 1/512 (1/4 — зона 4)                                       | 1/512 (1/4 — зона 4)                                       |                                                 |
| 1964                                                                                             | класс «Б» (3)           | 2-я зона РСФСР              | 17 из 17   | 1/512 (1/4 — зона 2)                                       | 1/512 (1/4 — зона 2)                                       |                                                 |
| 1965                                                                                             | класс «Б» (3)           | 2-я зона РСФСР              | 16 из 19   | 1/512 (1/2 — зона 2)                                       | 1/512 (1/2 — зона 2)                                       |                                                 |
| 1966                                                                                             | класс «Б» (3)           | 5-я зона РСФСР              | 12 из 17   | 1/32                                                       |                                                            | Высшее достижение в кубке страны                |
| 1967                                                                                             | класс «Б» (3)           | 2-я зона РСФСР              | 12 из 19   | 1/32                                                       | 1/2048 (1/8 — зона 2)                                      |                                                 |
| 1968                                                                                             | класс «Б» (3)           | 5-я зона РСФСР              | 4 из 20    | —                                                          | —                                                          |                                                 |
| 1969                                                                                             | класс «Б» (3)           | 2-я зона РСФСР              | 17 из 18   | —                                                          | —                                                          |                                                 |
| «Прогресс» — неоднократный победитель чемпионата Татарской АССР в период с 1970 по 1988 год      |                         |                             |            |                                                            |                                                            |                                                 |
| 1988                                                                                             | КФК                     | зона 3 — Поволжье           | 3 из 12    |                                                            |                                                            | В первенстве — «Прогресс», в кубке — «Авангард» |
| 1989                                                                                             | КФК                     | зона 4 — Поволжье           | 4 из 10    |                                                            |                                                            | В первенстве — «Прогресс», в кубке — «Авангард» |
| 1990                                                                                             | КФК                     | зона 5 — Поволжье           | 3 из 11    | 1/4 — Кубок зоны Поволжье («Авангард»)                     | 1/4 — Кубок зоны Поволжье («Авангард»)                     | В первенстве — «Прогресс», в кубке — «Авангард» |
| 1991                                                                                             | КФК                     | зона 5 — Поволжье           | 3 из 15    | 1/2 — Кубок зоны Поволжье («Авангард»)                     | 1/2 — Кубок зоны Поволжье («Авангард»)                     | В первенстве — «Прогресс», в кубке — «Авангард» |
| Российский период                                                                                |                         |                             |            |                                                            |                                                            |                                                 |
| 1992                                                                                             | КФК                     | 6-я зона — Верхнее Поволжье | 4 из 8     | Финалист — зона 5; 2-е место — финальный этап              | Финалист — зона 5; 2-е место — финальный этап              | «Авангард»                                      |
| 1992                                                                                             | ВАФ                     | ВАФ                         | 1 из 11    | Финалист — Кубок ВАФ (также — поражение в Суперкубке)      | Финалист — Кубок ВАФ (также — поражение в Суперкубке)      | «Прогресс»                                      |
| 1993                                                                                             | Вторая лига (3)         | 6-я зона                    | 14 из 22   | —                                                          | —                                                          |                                                 |
| 1994                                                                                             | Третья лига (4)         | 5-я зона                    | 5 из 17    | 1/256                                                      | 1/256                                                      | Реорганизация соревнований в первенстве России  |
| 1995                                                                                             | Третья лига (4)         | 5-я зона                    | 11 из 16   | 1/128                                                      | 1/128                                                      | Реорганизация соревнований в первенстве России  |
| 1996                                                                                             | Третья лига (4)         | 5-я зона                    | 8 из 17    | 1/128                                                      | 1/128                                                      | Реорганизация соревнований в первенстве России  |
| 1997                                                                                             | Третья лига (4)         | 5-я зона                    | 6 из 16    | 1/128                                                      | 1/128                                                      | Реорганизация соревнований в первенстве России  |
| 1998                                                                                             | Второй дивизион (3)     | зона Поволжье               | 15 из 21   | 1/64                                                       | 1/64                                                       | Выход из состава ПФЛ                            |
|                                                                                                  |                         |                             |            |                                                            |                                                            |                                                 |
| 2004                                                                                             | ЛФЛ/КФК (4)             | зона Приволжье              | 2 из 19    | Победа в Кубке МФС «Приволжье»                             | Победа в Кубке МФС «Приволжье»                             |                                                 |
| 2005                                                                                             | ЛФЛ/КФК (4)             | зона Приволжье              | 2 из 14    | Финал кубка МФС «Приволжье»                                | Финал кубка МФС «Приволжье»                                |                                                 |
| 2006                                                                                             | ЛФЛ/КФК (4)             | зона Приволжье              | 5 из 14    | Финал кубка МФС Приволжье, победа в кубке России среди ЛФК | Финал кубка МФС Приволжье, победа в кубке России среди ЛФК |                                                 |
| После 2006 года команды «Авангард» и «Зеленодольск» участвовали в чемпионате и кубке Татарстана. |                         |                             |            |                                                            |                                                            |                                                 |

Примечание. В 1950—1962 класс «Б» являлся вторым уровнем системы советских футбольных лиг, в 1963—1969 — третьтим, в 1970 — четвёртым.